# Portret Murzynki
Portret Murzynki (fr. Portrait de Madeleine) – obraz francuskiej malarki Marie-Guillemine Benoist z 1800 roku, o wymiarach 81 × 65 cm, namalowany techniką olejną na płótnie.

## Opis
Obraz jest portretem przedstawiającym rzeczywistą, choć anonimową, osobę. Kobieta na obrazie siedzi, ukazuje widzowi prawy profil, patrzy bezpośrednio na niego. Jest półnaga, okrywa się białą tkaniną, którą podtrzymuje lewą ręką. Elementy wyposażenia widoczne na obrazie wskazują, że kobieta nie została sportretowana we własnym domu, prawdopodobnie wcześniej była niewolnicą, po czym została uwolniona na mocy dekretu o zniesienie niewolnictwa z 1794 roku.
Obraz stanowi echo licznych portretów kobiet z wyższych kręgów społeczeństwa malowanych przez nauczyciela Benoist, Jacques’a-Louisa Davida. Jest podobny do Portretu pani Récamier Davida, m.in. z powodu minimalnego użycia akcesoriów, modelowania ich jak form rzeźbiarskich i sposobu oświetlenia. Praca podkreśla cechy rasowe, m.in. wzmacniając czerń skóry przez zastosowanie białej tkaniny jako szaty, teksturę włosów i kształt oczu, nosa i ust.
Obraz można odczytywać jako prosty portret przedstawiający czarną kobietę lub jako ukazanie różnic rasowych, ukazanie kobiety na obrazie jako istoty czującej.
Obraz został zakupiony dla państwa francuskiego przez Ludwika XVIII w 1818 roku, przechowywany jest w Luwrze.

## Kolaż z 2012 roku
W sierpniu 2012 roku redakcja hiszpańskiego magazynu „Fuera de Serie” umieściła na okładce jednego ze swoich numerów obrobiony komputerowo kolaż autorstwa Karine Percheron-Daniels, w którym twarz kobiety z Portretu Murzynki została zastąpiona twarzą Michelle Obamy. Okładka magazynu wywołała duże kontrowersje.